# Maidan-Ispas, Vijnița
Maidan-Ispas (în ucraineană Майдан, transliterat: Maidan) este un sat în raionul Vijnița din regiunea Cernăuți (Ucraina), depinzând administrativ de satul Ispas. Are 212 locuitori, preponderent ucraineni (huțuli).
Satul este situat la o altitudine de 463 metri, în partea de nord-vest a raionului Vijnița.

## Istorie
Localitatea Maidan-Ispas a făcut parte încă de la înființare din regiunea istorică Bucovina a Principatului Moldovei. După anexarea Bucovinei de către Imperiul Habsburgic în anul 1775, localitatea Maidan-Ispas a făcut parte din Ducatul Bucovinei, guvernat de către austrieci. 
După Unirea Bucovinei cu România la 28 noiembrie 1918, satul Maidan-Ispas a făcut parte din componența României, în Plasa Răstoacelor a județului Storojineț. Pe atunci, majoritatea populației era formată din ucraineni, existând și o comunitate de români. 
Ca urmare a Pactului Ribbentrop-Molotov (1939), Bucovina de Nord a fost anexată de către URSS la 28 iunie 1940, reintrând în componența României în perioada 1941-1944. Apoi, Bucovina de Nord a fost reocupată de către URSS în anul 1944 și integrată în componența RSS Ucrainene. 
Începând din anul 1991, satul Maidan-Ispas face parte din raionul Vijnița al regiunii Cernăuți din cadrul Ucrainei independente. Conform recensământului din 1989, numărul locuitorilor care s-au declarat români plus moldoveni era de 1 (0+1), adică 0,43% din populația localității . În prezent, satul are 212 locuitori, preponderent ucraineni.

## Demografie
Componența lingvistică a localității Maidan
     Ucraineană (100%)
Conform recensământului din 2001, toată populația localității Maidan era vorbitoare de ucraineană (100%).
1989: 231 (recensământ)
2007: 212 (estimare)